# Acinipe strigata
Acinipe strigata är en insektsart som beskrevs av Roberts 1938. Acinipe strigata ingår i släktet Acinipe och familjen Pamphagidae. Inga underarter finns listade i Catalogue of Life.